# کنفوسیوس (فیلم ۱۹۴۰)
کنفوسیوس (انگلیسی: Confucius) فیلمی در ژانر زندگینامه‌ای و درام است که در سال ۱۹۴۰ منتشر شد.